# 槌

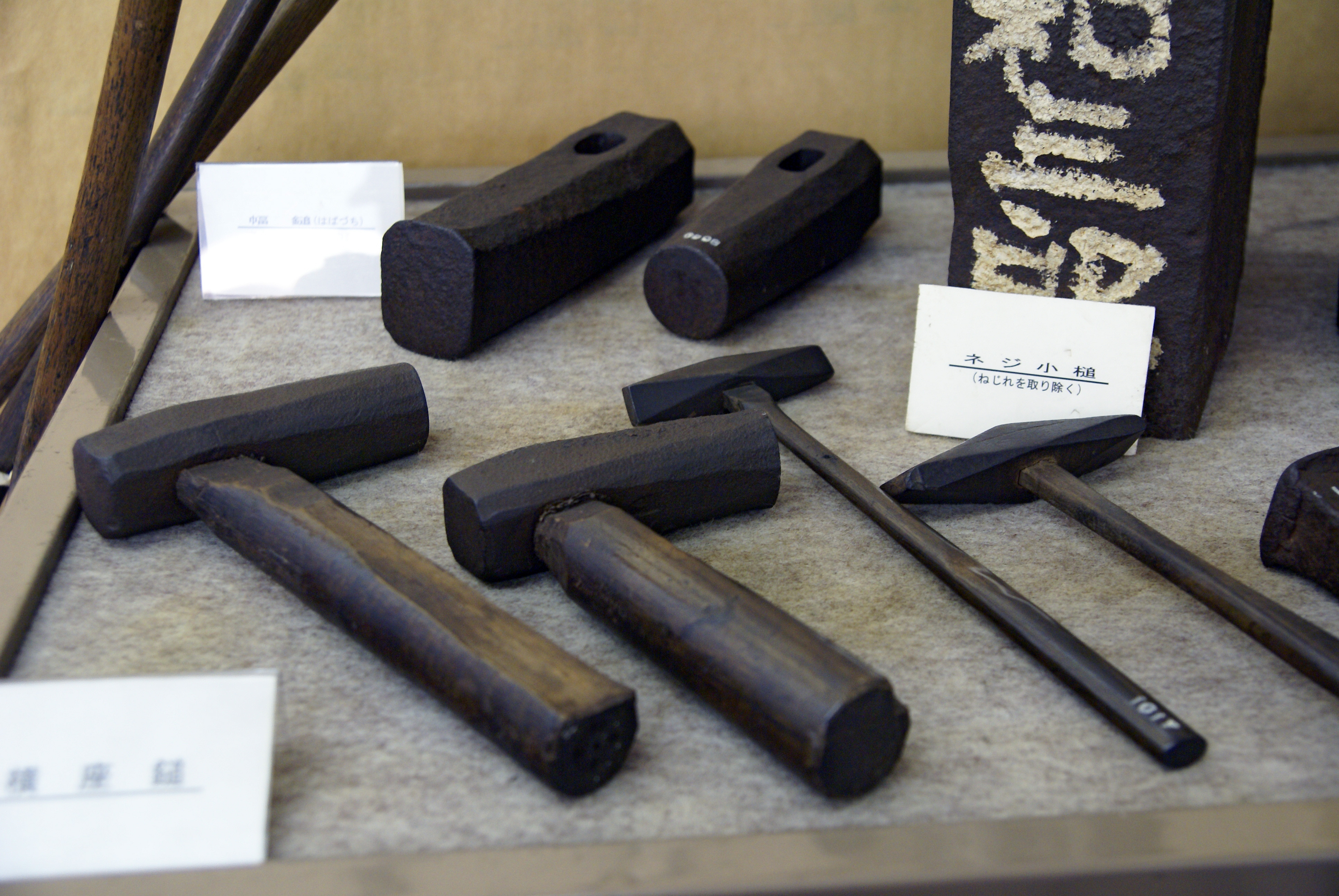
さまざまな槌（三木市立金物資料館）

槌（つち）とは、物を打ち付けたり、潰したりする工具の総称。英語からハンマー（hammer）とも。漢字では、打撃部分が木製のハンマーを槌、打撃部分が金属製のハンマーを鎚と書く。「かなづち」はもっぱら「鎚」の方を意味する。

## 概要
手で持つ柄の部分とそれよりは重い頭部からなる。使い方は、柄を持って振り、てこの原理と慣性で、柄もしくはその軸線上を支点とした慣性モーメントを与え、その頭部を対象物に叩きつけて力を加える。槌は、日本語の「つち」の他に、英語の「ハンマー」という言葉もよく使用される。
また大工や建築や機械工場・土木現場には、仕事の道具として金鎚や木槌などがある。それぞれ形状と用途が異なり、板金加工ではさまざまな種類を使い分ける。

## 歴史
鎚（ハンマー）は、歴史が記録に残される以前より長く存在している。おそらく、人間が発明した最初の工具の内のひとつであろう。岩の打撃力を増やすためにつるで岩を棒に結ぶというアイデアが、工具としてのハンマーの始まりである。ハンマーは必ずしも何か物を作ることのみに用いられた訳ではなく、狩猟や戦いにも使用された。ハンマーは、しだいに頭部に岩が固定された最初のシンプルなタイプから変化していく。頭部の材質が岩から金属に進化した最初のハンマーは、金属を加工する仕事で鍛冶屋によって使われた。鍛冶屋がハンマーと金床で暮らしをより便利にする品物を作ることにより、快適な社会を創り出したと言う人達もいるくらいである。
鋳物の釘を発明した古代ローマ人は、釘抜きハンマーを使用していた。この工具は、釘を抜くときに柄に過大な力がかかって柄が外れることがしばしばあった。1840年にアメリカ・コネチカット州の鍛冶屋が「先細りになった釘抜きの頭部が柄のほうに向かって曲がっている」釘抜きハンマーを作った。現在の形状のネイルハンマーである。いまでは多くの部品を加工する時、手作業で各部を製造する鍛冶屋作業に代わり、それらを大量生産することができる機械が開発され、ハンマーは手作業専用の工具として使用されるようになった。
史上初の槌は、ボウリングのピンに似た形状で穀物をたたくのに使用されたが、寿命は短かった。その後柄を付けるようになり、頭部の材料に堅い木を付けるようになり寿命が向上した。18世紀には、木枠の継手を留めるのに大木槌が使われた。
単なる工具にとどまらず、強さと活力を力強く表現するシンボルとされることもある。

## 種類

### 金鎚
金鎚（かなづち）は、頭部若しくは全体が金属製の鎚。代表的な用途は釘打ちである。用途により多くの種類があり個別に名前が付いている場合もある。頭部の材質は炭素工具鋼が多いが銅・銅ベリリウム合金・鉛・ステンレスなど各種存在する。
なお別称のとんかちの名は、この金鎚で釘打ちする際に出る音の擬音語に由来している（釘の頭を打っている間はカチカチ、部材に当たるようになるとトントンに変わる）。
その構造や材質などが原因で、水没しやすい工具の一つであり、泳げない（水泳が苦手な）人間のことを本品になぞらえることがある。
玄翁（玄能、げんのう、ゲンノウ）
頭部の片側は鑿を叩いたり、釘を打つための平面、多くは反対側が「木殺し面」と呼ばれ凸曲面になっており、木を叩き締めたり（木殺しという）、木に傷を付ないよう釘を最後に打ち沈めるのに用いる。名称は金鎚で殺生石を退治した玄翁和尚（源翁心昭）に由来するといわれる。このため、建設現場で花崗岩などを直接叩き、加工する金槌を玄翁と呼び、その重量は3kg程度で、昭和時代までは鍛冶屋で販売されていたが、鍛冶屋の衰退と共に両口ハンマーなどに置き換えられていった。八角ゲンノウは、断面が八角になっていて側面を打撃面として使うことができ、周囲に金鎚を振る空間がない場合には側面を使って釘を打つ。柄は、粘りがあって硬いシラカシや、振動が手に響きにくいグミ材などを多く用いる。職人向けの高級品では別売りの頭部と柄を選んで組み合わせられる（「挿げる」と言う）。
舞台装置（大道具）方が使うものは「ナグリ」と呼ばれることがあり、手の届かないところに釘が打てるよう、また隙間を広げたりテコの原理で持ち上げたりできるように工夫されている製品がある。
片手ハンマー（鉄工ハンマー・ボールピンハンマー、ball peen hammer）
形態は片側が平ら（平頭）で、反対側が球状（丸頭）になっている金属加工用である。ただし、平頭も100Rの曲面になっている。片手ハンマーのサイズは頭部の重量に拠るもので、ポンド単位で1/4、1/2、3/4、1、3……ポンドハンマーと呼んでいたものを、メートル法が普及したことにより、ポンドを略して呼び番号として呼んでいる。呼び番号1（1ポンドハンマー）が標準的なサイズである。打撃により鉄鋼材を鍛えたり、リベットを打つことにも使われる。丸頭は、鋼板に曲面などを作ることができる。
両口ハンマーと片口ハンマー
鉄工所が主であるが土木・建築関係でも使用される片手ハンマーより大きくて重いハンマーのこと。大きいものは柄を長くして両手で扱う。両口と片口があり、重量比（重心）の関係により片口ハンマーの方が安定している。機械工場では打撃が安定する片口ハンマーが多かったが、土木・建築関係でも使用されるようになって両口ハンマーが多くなった。主力は10ポンド(4.5kg)である。サイズの呼び番号は、片手ハンマーと同じくポンドを意味する。
大型ハンマー（スレッジハンマー、sledgehammer）
大きな重い部品を挿入したり抜き出したりするのに使う。頭部は両面とも平たいものが多く、2から20ポンドほどで、両手で持って振る。アメリカの法執行機関では、容疑者・拘引対象者がドアを施錠して抵抗した場合の強行突入の際に、破城槌代わりに使うこともある（専用品に比べて安価）。
テストハンマー
機械の部品を叩き、反響でそれがきちんと固定されているかどうかを調べる道具。頭部は一方が尖っていて1/4から3/4ポンド。普通の金槌では届かないような部分の部品も叩けるように、柄が頭部に比して長いのが特徴。
シュミットハンマー
コンクリートの圧縮強度を測定するための機器。これを用いた強度測定をシュミットハンマー法と呼ぶ。
犬くぎハンマー（スパイキハンマ(JIS E 1501))
鉄道レールの犬釘を打つための頭の細長いハンマー。スパイキハンマと通常呼ばれている。現在は本線のほとんどでコンクリート枕木にボルト留めで、使用する場所はごく一部の側線のみ。
先切り金鎚
片側が平らで、片側が細くとがった形状のもの。とがった側は釘締め代わりにしたり、小さなものを打つことができる。大きな先切り（ブロックハンマー）では、レンガやブロック、石材を割ることに使える。
箱屋金鎚（はこやかなづち）
片側が釘抜きとなっているタイプ。名前は、木箱の組立て・分解に使用したことによる。
ネイルハンマー
西洋スタイルの、片側が釘抜きとなっている金鎚。頭部の重心が釘抜き側より打撃側にあるので釘打ち時に安定している。クローハンマーとも呼ばれる。
打撃面交換式ハンマー（コンビネーションハンマー）
両側に異なった打撃面を取付けることができる。ゴムとプラスチック、ゴムと鉄など用途によって自由に組み合わせられる。
銅ハンマー・鉛ハンマー
機械工が工作物に傷を付けないように柔らかい金属の銅で頭部が出来ているハンマー。たたいて火花が出ると危険な場所でも使用される。鉛ハンマーは、柄を付けずに使用する場合もある。
以上の金鎚についての出典

スライディングハンマー（sliding hammer）
対象を「叩く」「押し込む」のではなく、「引っ張り出す」用途のハンマー。筒状のウェイトに一本の棒が差し込まれており、片方がフック、もう片方がウェイトが抜けないようにストッパーとなっている。フックを引っ張り出したいものにかけ、ウェイトをストッパーに叩きつけることで引き出す力を得る。
びしゃん
石材の表面に風合いを出すために使われる、面が四角で格子状のスパイクが付いているハンマー。
緊急脱出ハンマー
自動車の中に閉じ込められた際、脱出のためにサイドウィンドウを割るためのハンマー（フロントウィンドウは樹脂を挟んだ合わせガラスなので割れない）。柄の部分にシートベルトを切るカッターが付いていることもある。
レスキュー隊が車外から救出するために使うこともある。
ミートハンマー
肉叩き。肉の繊維を叩きほぐし、やわらかくするための槌。
ペグハンマー
テント設営でペグを地面に打ち込む際に使うハンマー。片側がペグ抜きとなっており、撤去する際にも使う。
衝撃を吸収するため打撃面に銅が使われているハンマーも多い。

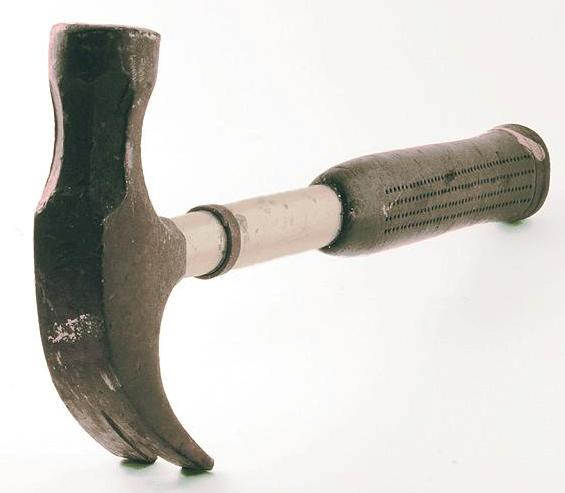
木工用の釘抜き付きハンマー（ネイルハンマー・クローハンマー）
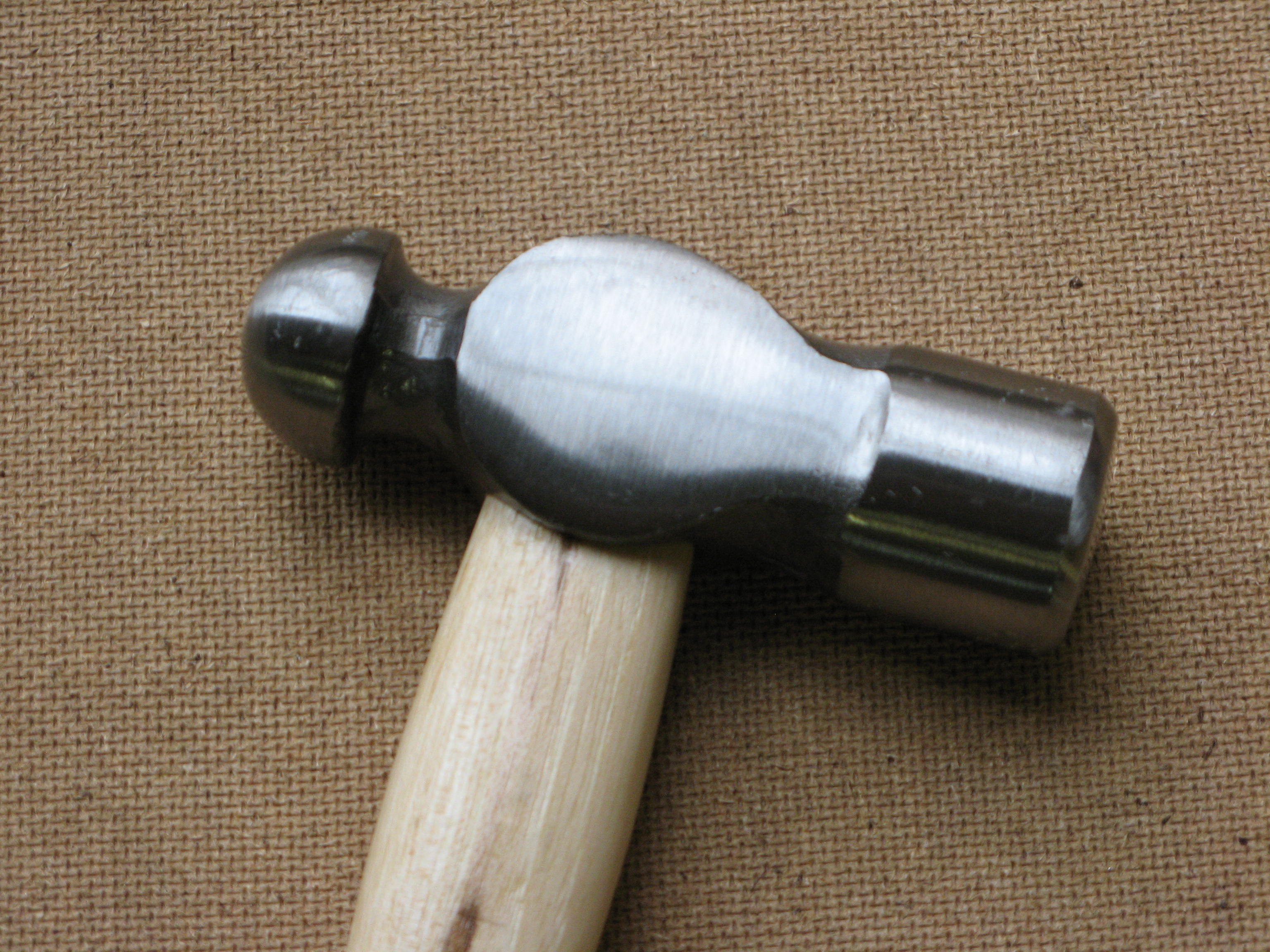
ボールピンハンマーの頭部
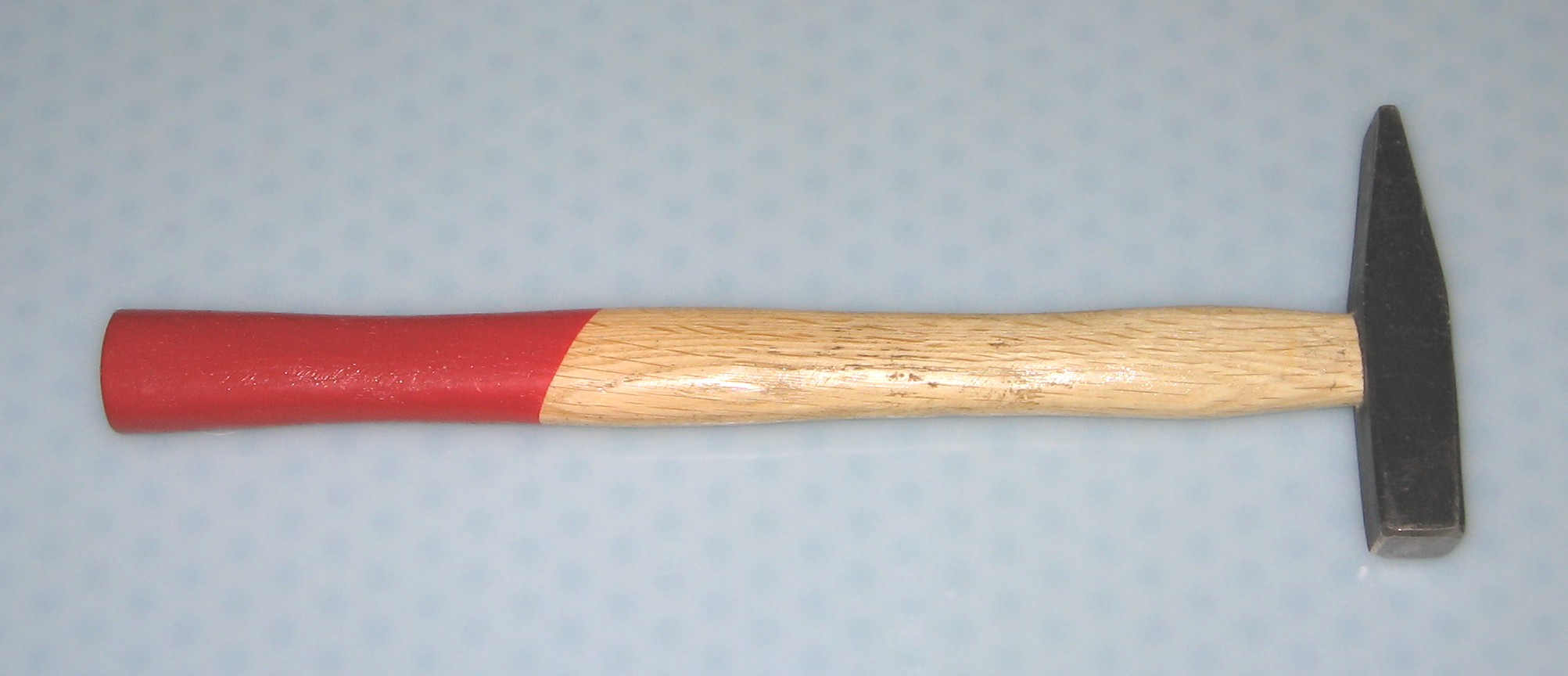
先切り金鎚
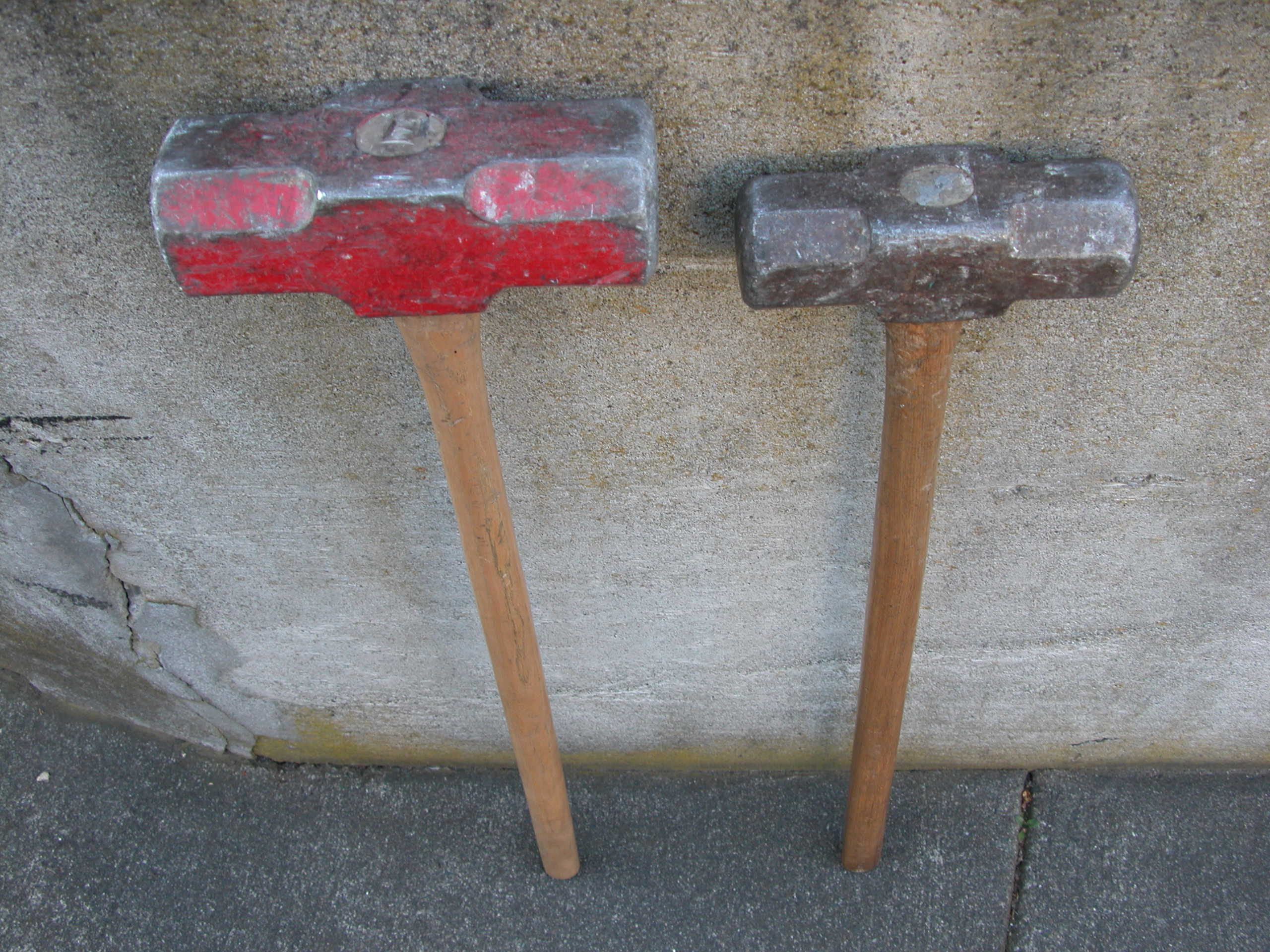
スレッジハンマー
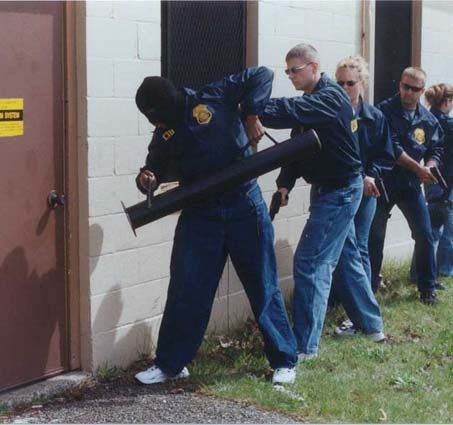
突入訓練で破城槌を振るうアメリカ陸軍犯罪捜査コマンドの局員達
スライディングハンマー
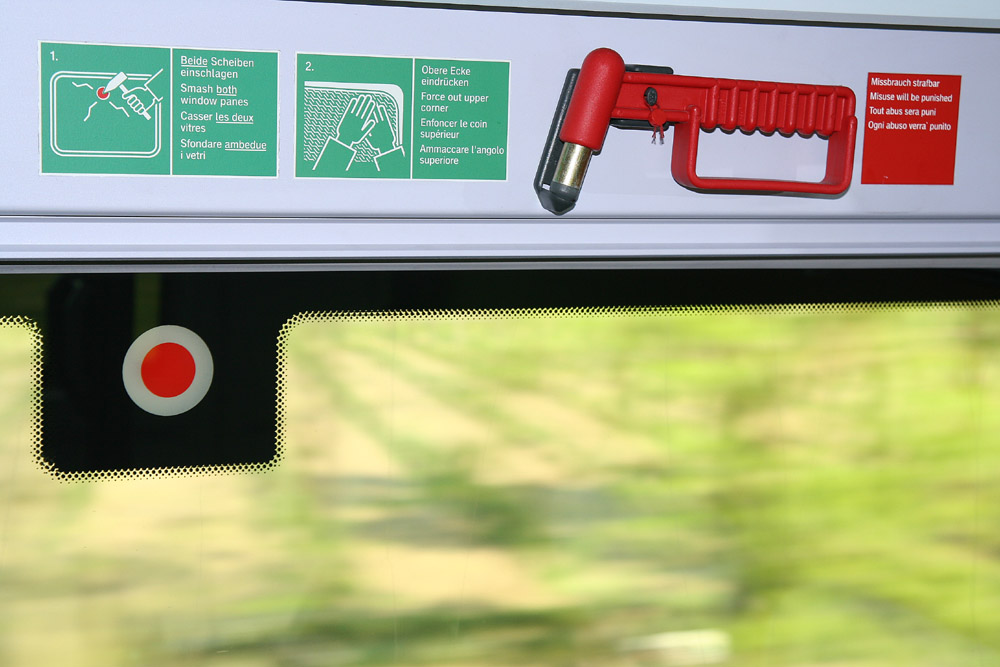
電車内の緊急脱出ハンマー（英語版）。赤い丸の部分をハンマーで叩くとガラスが破砕する。
緊急脱出ハンマーの位置を知らせるISO 7010の安全標識

### 木槌
木槌（きづち）（木ハンマ、マリット、Wooden mallet）は、頭部が木製のもの。対象物に傷をつけない目的で使用される。建築用に用いられるやや大振りなものは一般に掛矢（かけや）と呼ばれ、枘（ほぞ）や柱などの木材を打ち込む際に使われる（大型ハンマーとの違いは材質）。また、解体工事でも、土建重機が普及するまで在来木造家屋程度なら掛矢で打ち壊した。
機械工場で使用する場合は、フライス盤・中ぐり盤・平削り盤などに取付ける被削材に傷を付けないで軽い打撃力を与える場合に使用する。板金加工においても使われている。
頭部の柄を入れる穴が一方向のテーパとなっており、手元側から先へ向けて柄を打ち込み、摩擦力で留める。この点は、頭部に木の柄を差し込んだ後、くさびを打って割り広げて留める金鎚とは異なる。
『日本書紀』巻七「景行天皇紀」と『豊後国風土記』には、木槌がかつて武器として使われていたことを示唆する記述がある。景行天皇十二年十月の条として、熊襲親征の途上現在の大分県別府市のあたりへ進駐した景行天皇軍が、巨大石窟に立てこもって天皇に従わない土蜘蛛らを皆殺しするくだりがそれで、このとき天皇軍の精鋭が武器として使ったのが付近にあった海石榴で作った槌だったという。
弁慶の七つ道具にも大槌が含まれており（加えて大鋸とまさかりも含む）、立木を刈り倒して地面に杭を打ち柵や塀を築く築城ではもちろん、逆に敵側が築いた門扉や柵などを破壊する工兵器材として用いられ、半ば応急的に武器として振るわれることもあったと想像できる。
その他の木槌の伝統的な用途としては、何らかの会場に一堂に集う一群の者たちに対して、その代表者が喚起を促したり、静粛を求めたり、集会の開始や終了を宣言するために叩く小槌があげられる。具体例をあげるなら、参議院では参議院議長が本会議開始の合図として使用する木槌、オークション会場で主催者が競りの終了を宣言するために叩く小槌、また日本の法廷では使われないが、裁判長が出廷者などに不規則な発言を慎むよう求めたり、開閉廷宣言をするために叩く小槌が知られている。

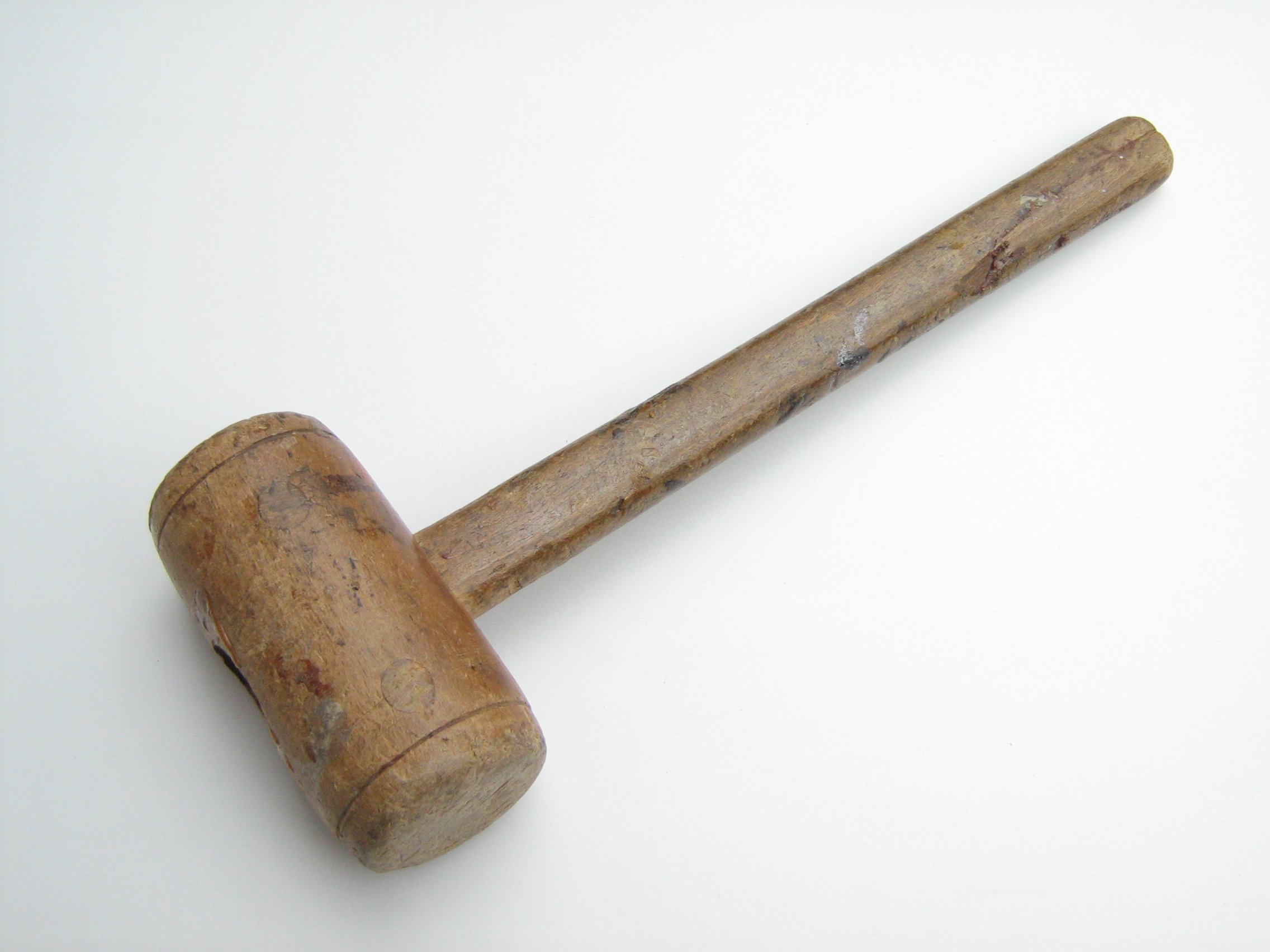
木槌
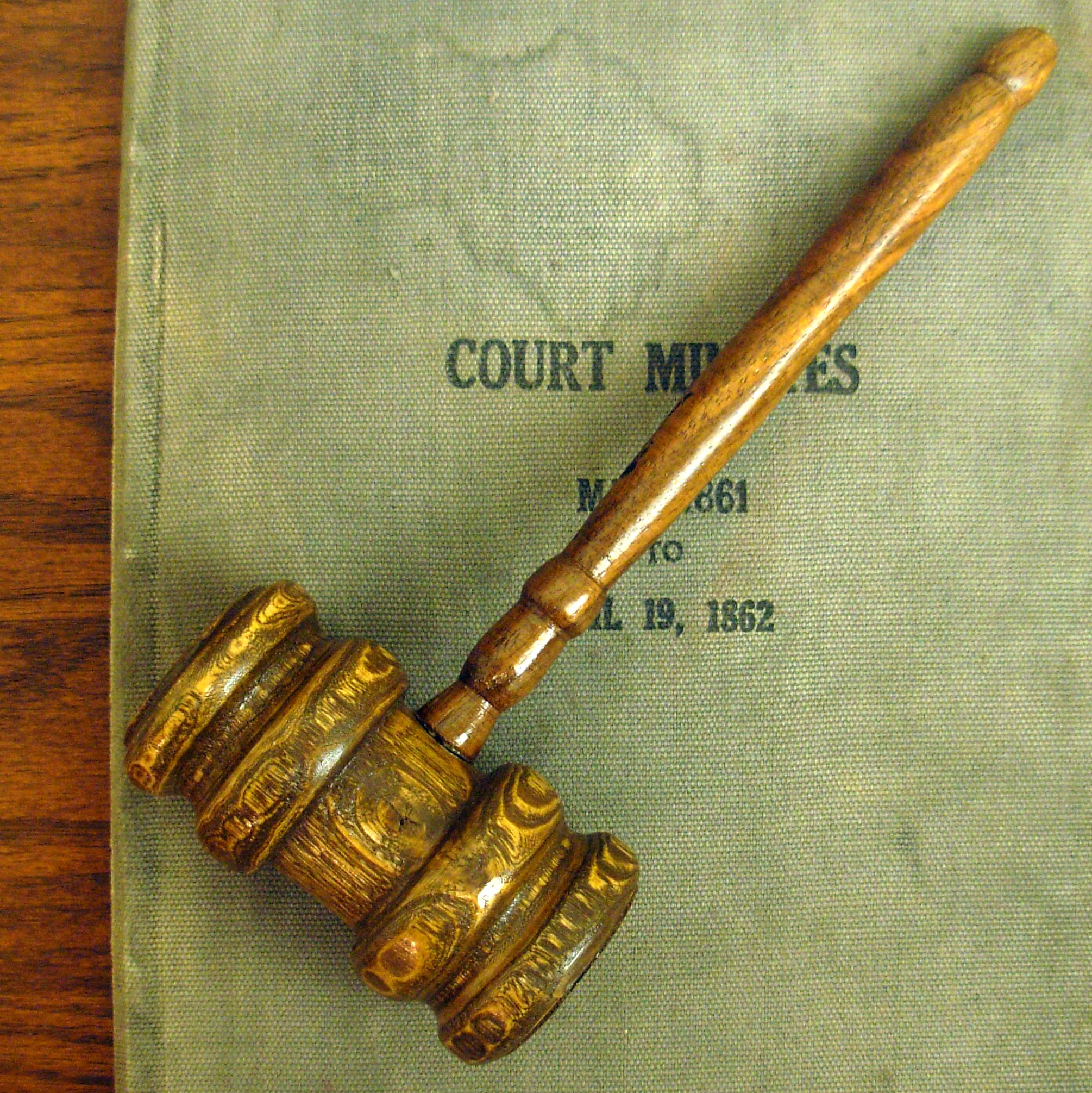
議長・裁判官・競売人などの用いるガベル（gavel)

### プラスチック・ゴム

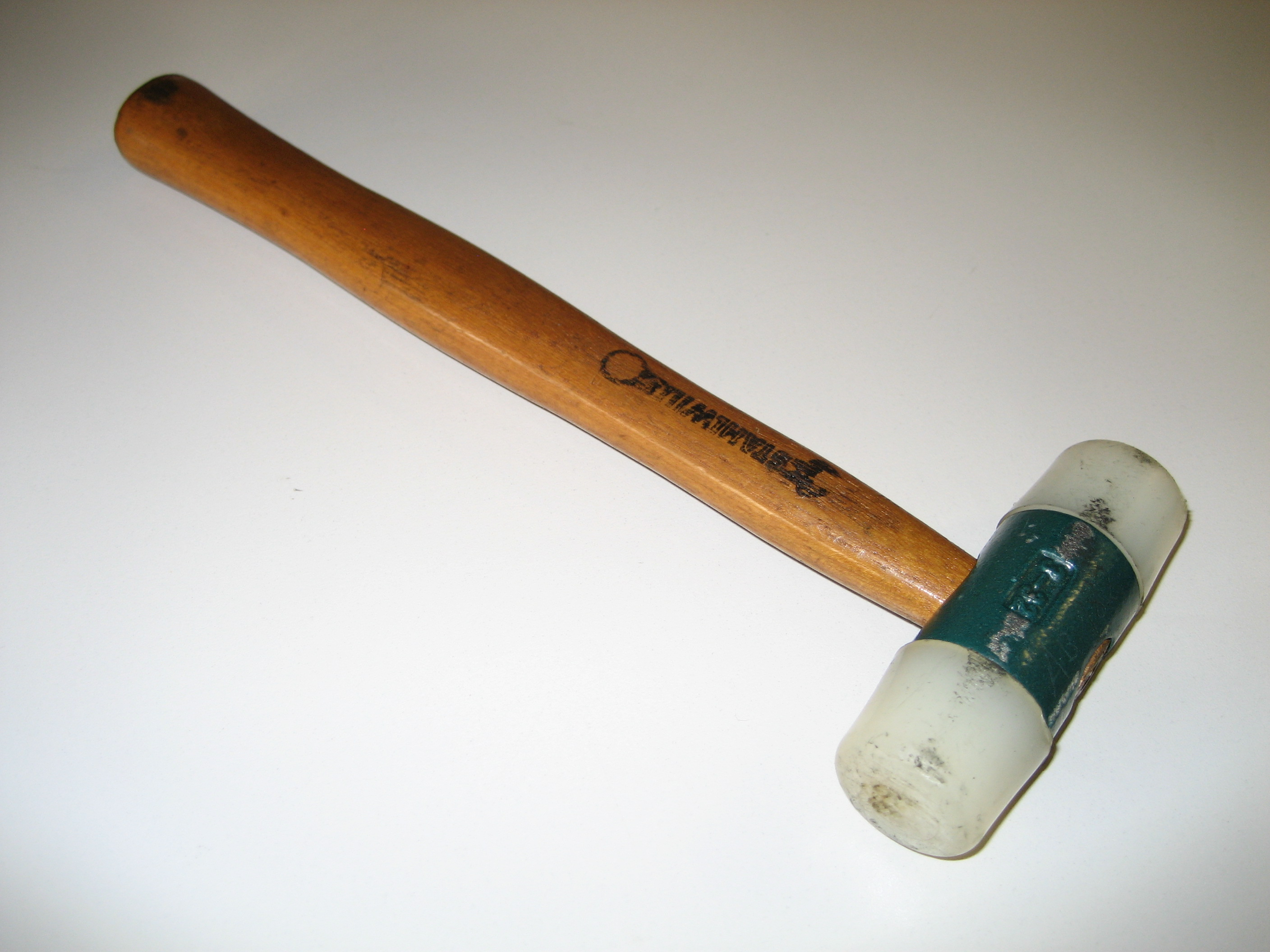
プラスチックハンマー
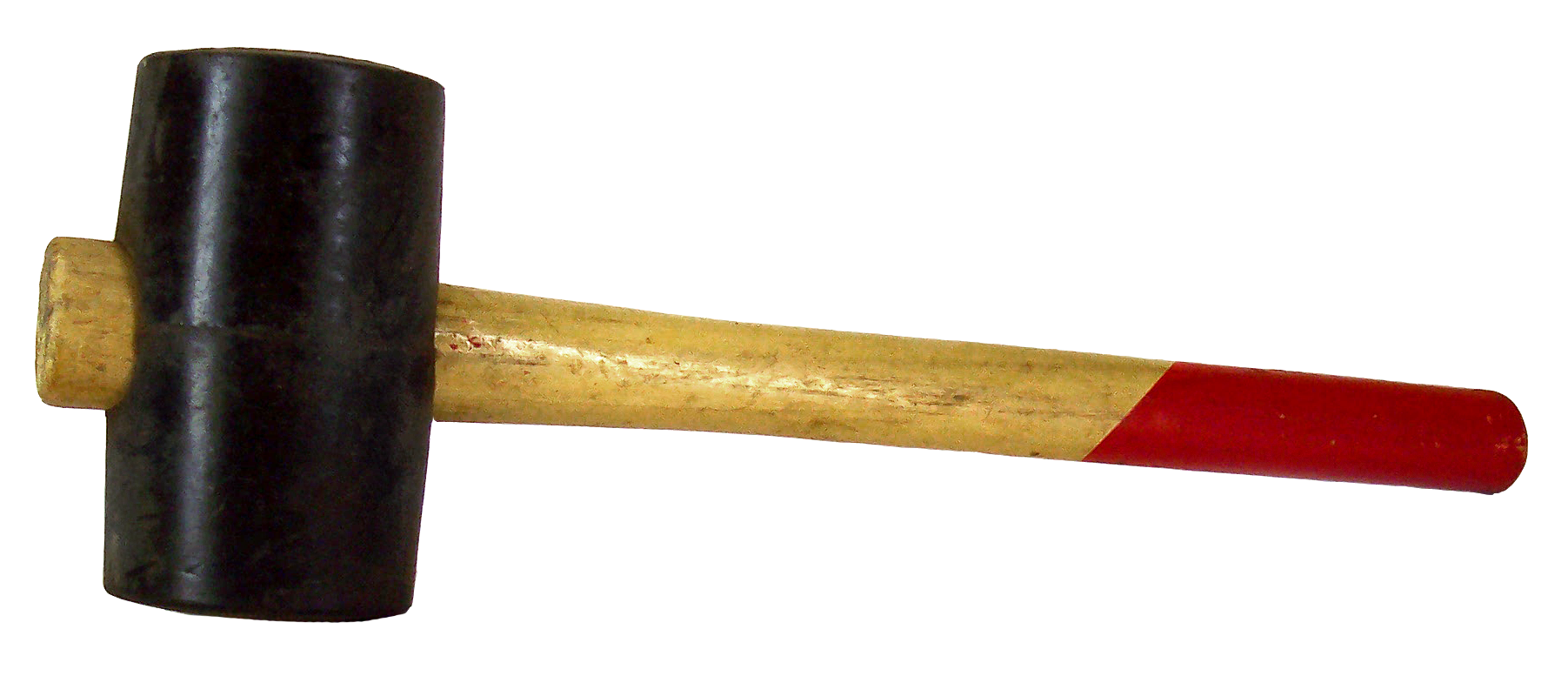
ゴムハンマー

頭部がプラスチック製のもの（プラハン）とゴム製のもの（ゴムハン）。叩く対象物に傷が付きにくいため、部品の嵌め合わせや取り外しに使われることが多い。
プラスチックハンマー（プラスチックマレット、Plastic mallet）
頭部がプラスチックで覆われており、対象を傷めないハンマー。打撃力を確保するために、頭部の中心は鉄で両側の打撃部のみをプラスチックにしてある。プラハンと略して呼ばれる。
叩く対象を傷つけないものであるが、人に使った場合は十分に怪我をさせる能力はある。
玩具のピコピコハンマー（登録商標）の一般名称としての玩具「プラスチックハンマー」があるがこちらは別物である。
ゴムハンマー（ラバーマリット、Rubber Mallet）
相手にたたいた跡が残りにくいので木材を組む時に直接たたいて使用できる。板金作業の他、メッシュの鉄ラックを組む際にも使用される（鉄ハンマーで打つとラックが曲がる）。
ショックレスハンマー
ハンマー頭部の中に鉄球や砂などの重りが3/4ほど入った容器があり、この重りの移動によって叩きつけ直後の反動を吸収し手への衝撃を軽減する構造になっている。
- プラスチックハンマー
- ゴムハンマー

### 横槌
いわゆる金鎚は叩く部分の太い円柱に対して、柄の部分の細い円柱がその側面から出て、両方の円柱の軸は垂直になる。これに対して、底面から柄が伸びており、両者の軸が同一直線に乗るものを横槌という。単に槌と言えばこれを指したこともある。木製で、円柱の側面で藁を叩いて繊維をほぐしたりするのに用いた。通常の鎚に比べ、支点から打点（作用点）までの距離が短くなるため打撃力は弱い反面、コントロール性で優る。ツチノコが槌に似る、というのもこれである。

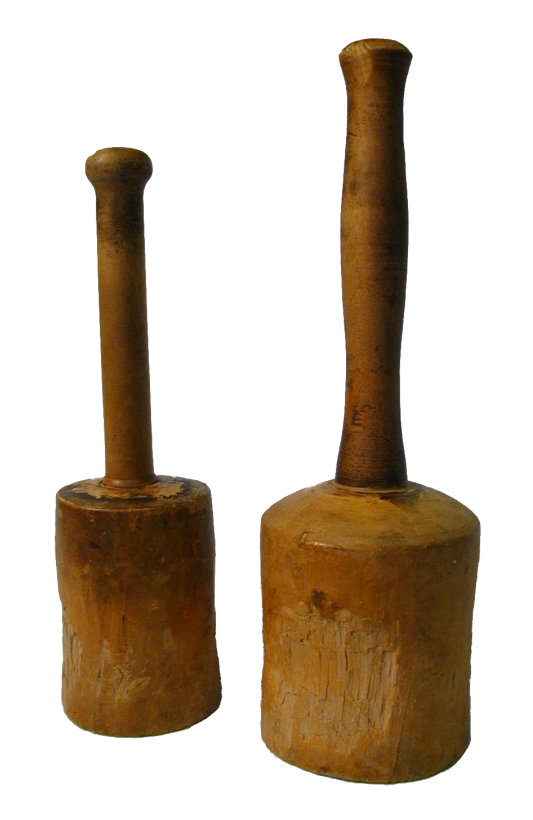
横槌

### 蛸
土木用具として蛸（タコ）と呼ばれる大型の槌がある。丸太を切り出した槌頭を取り巻くように、4本の長柄（2本の場合もある）が付いており、複数人で持って地面に打ちつけて土を締め固める作業に使用する。路盤整備のほか版築の造営など過去には広く使用された。現在ではほとんど機械化されているが、土俵の設営や維持補修でその姿を見ることができる。

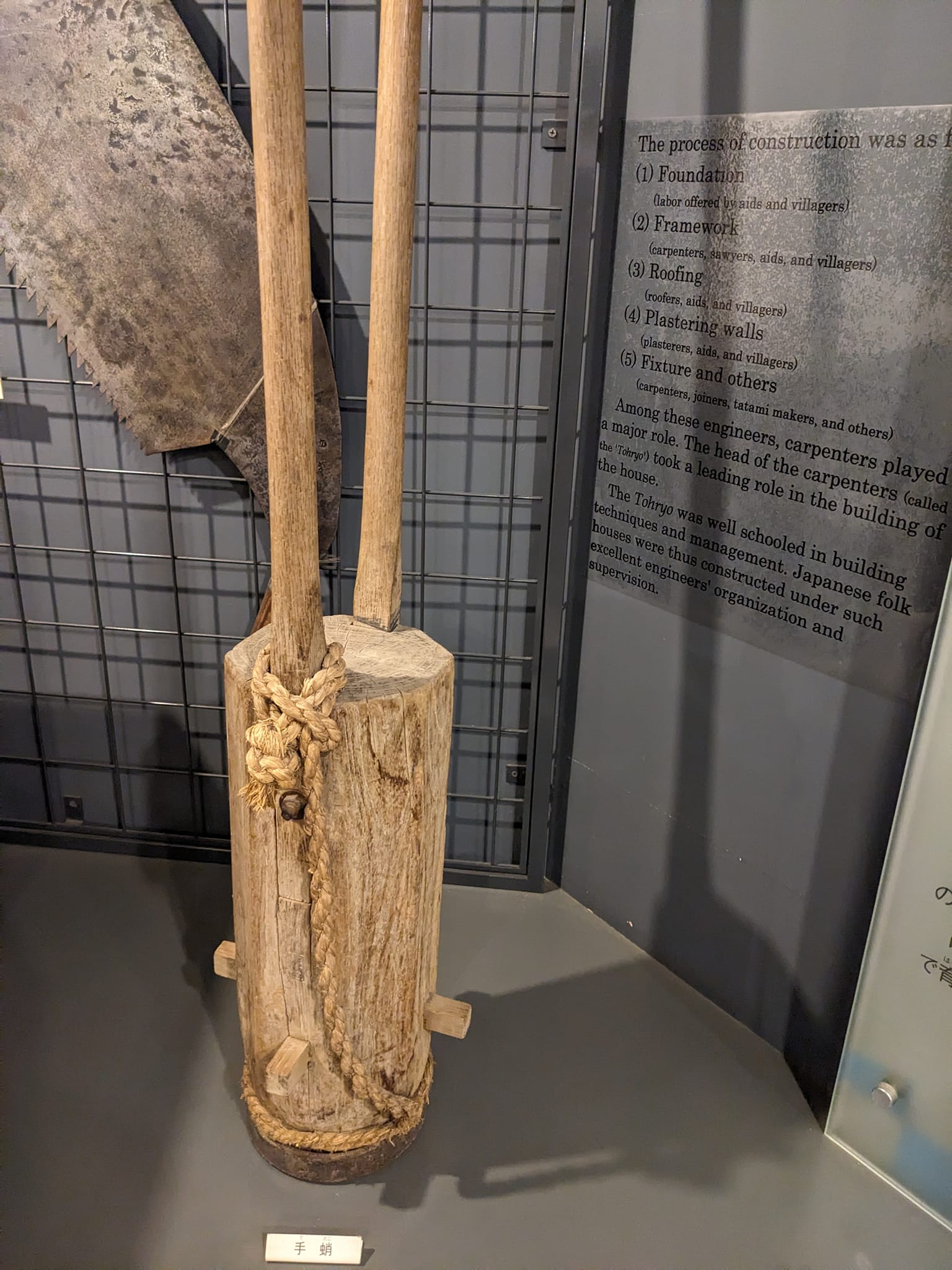
蛸（タコ）
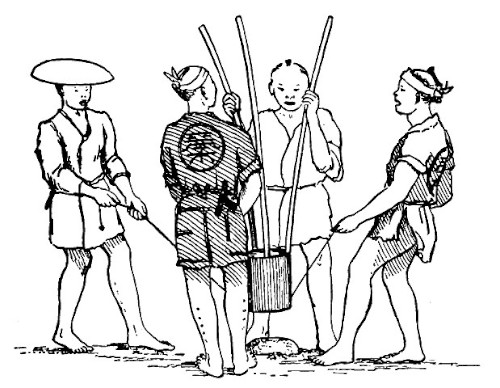
蛸を用いての地搗き作業。エドワード・モースのスケッチより

### その他

#### 文化の中でのハンマー
- 打ち出の小槌 - 大黒天が手にする木槌で、振ることによって福を授ける。
- ピコピコハンマー（玩具） - 頭部は軟らかいプラスチックの蛇腹、柄には笛が組み込まれており、物を叩くと「ピィ」と鳴る。

#### スポーツ用品としてのハンマー
- クロッケーマリット（Croquet mallet） - クロッケー用ハンマー
- ポロマリット（Polo mallet） - ポロ用ハンマー
- カーリングで最後に投げるラストストーンをハンマーとも呼ぶ。

## 主なメーカー

### 金鎚・ハンマー
- ベッセル（VESSEL）
- TONE（トネ）
- オーエッチ工業 (OH)
- 土牛産業（DOGYU）
- アネックスツール（ANEX）